# Autogravitação

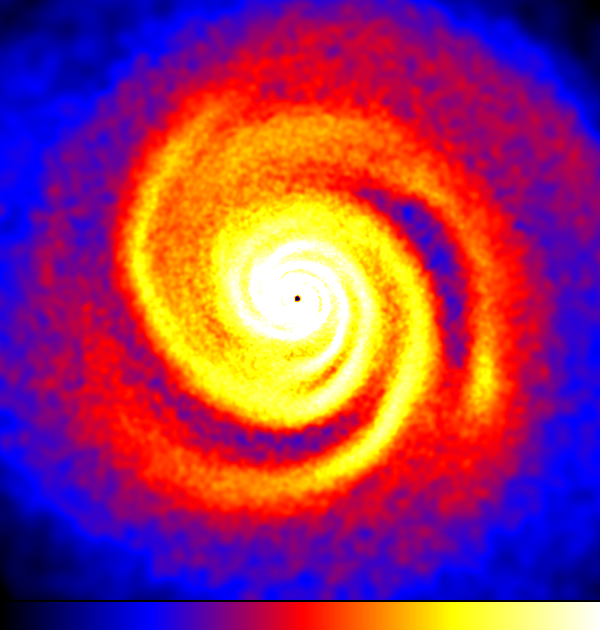
Um disco de acreção autogravitante em estado quase estacionário

Autogravidade (self-gravity) é a força gravitacional exercida por um sistema, especialmente um corpo celeste ou sistema de corpos, sobre si mesmo. Acima de uma certa massa, isso permite que o sistema se mantenha coeso.
Os efeitos da autogravidade são significativos nos campos da astronomia, física, sismologia, geologia e oceanografia.
A intensidade da autogravidade difere de acordo com o tamanho de um objeto e a distribuição de sua massa. Por exemplo, efeitos gravitacionais singulares são causados pelos oceanos na Terra ou pelos anéis de Saturno. O Donald Lynden-Bell, um astrofísico teórico britânico, elaborou a equação para calcular as condições e efeitos da autogravidade. O principal objetivo da equação é fornecer descrições exatas de modelos para aglomerados globulares achatados em rotação. Ela também é usada para compreender como galáxias e seus discos de acreção interagem entre si. Fora da astronomia, a autogravidade é relevante para observações em grande escala (na ordem de planetas ou próximo a isso) em outras áreas científicas.

## Astronomia

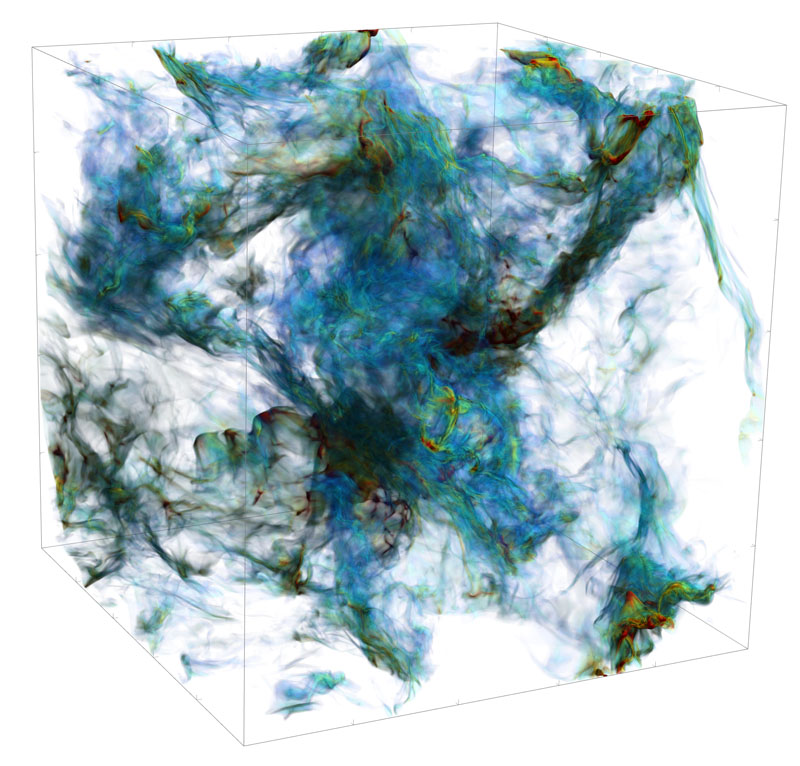
Densidade projetada de uma simulação de formação estelar com turbulência hipersônica e autogravidade. Pontos claros e pretos representam a posição de estrelas recém-formadas.

A autogravidade deve ser considerada pelos astrônomos porque os corpos estudados são grandes o suficiente para produzir efeitos gravitacionais uns sobre os outros e em si mesmos. A autogravidade afeta corpos que passam próximos uns dos outros no espaço, dentro da esfera definida por seu limite de Roche. Desta forma, corpos relativamente pequenos podem ser fragmentados, embora normalmente a força de autogravitação mantenha o corpo menor intacto, pois ele tende a se alongar. Isso foi observado em Saturno porque os anéis são influenciados pela autogravidade entre as partículas. Além disso, na maioria das circunstâncias astronômicas, a passagem através de um limite de Roche é temporária, então a força de autogravitação pode restaurar a forma do corpo após o evento. A autogravidade também é necessária para compreender os discos de objetos quase estelares, a formação de discos de acreção e sua estabilidade em torno de tais objetos. 
As forças autogravitacionais também são importantes na formação de planetesimals e, indiretamente, na formação de planetas, o que é essencial para entender como planetas e sistemas planetários se desenvolvem ao longo do tempo. A autogravidade se aplica a diferentes escalas, desde a formação de anéis em torno de planetas individuais até a formação de sistemas planetários.

## Sismologia
A autogravidade tem implicações no campo da sismologia porque a Terra é grande o suficiente para que ondas elásticas possam alterar a gravidade dentro do planeta à medida que interagem com estruturas subsuperficiais em grande escala. Alguns modelos dependem do uso do método dos elementos espectrais, que levam em conta os efeitos da autogravitação, pois podem ter grande influência em determinados arranjos fonte-receptor e criam complicações na equação de onda, principalmente para ondas de longo período. Esse nível de precisão é fundamental para desenvolver modelos 3D mais acurados da crosta terrestre em um corpo esférico (a Terra) na sismologia, possibilitando interpretações mais confiáveis a partir dos dados. Quando a gravidade é considerada, a importância das ondas P e ondas S muda, pois os efeitos da onda S tornam-se menos significativos do que seriam se a gravidade fosse ignorada.

## Oceanografia
A autogravidade é importante para entender o nível do mar e as calotas de gelo em oceanografia e geologia, fundamental para prever os efeitos das mudanças climáticas. A deformação da Terra pela ação dos oceanos pode ser calculada tratando-se a Terra como um fluido e considerando os efeitos da autogravidade. Isso também se aplica ao estudo da influência de marés oceânicas na deformação da Terra para se levar em conta o carregamento causado pelas marés ao observar a resposta de deformação da Terra a cargas de superfície harmônicas. Os resultados dos cálculos de níveis do mar pós-glaciais próximos às calotas polares são bem diferentes quando se usa um modelo de Terra plana que não leva em conta a autogravidade em comparação a um modelo esférico que a considera, pois a sensibilidade dos dados nessas regiões mostra como o desfecho pode mudar drasticamente se a autogravidade for ignorada. Também foram realizadas pesquisas para compreender melhor as Equações de Maré de Laplace, com foco em como a deformação da Terra e a autogravidade nos oceanos afetam o constituinte M2 (as marés ditadas pela Lua).